# Marco Baccalini
Marco Baccalini (Greco, 18 maggio 1921 – 26 luglio 2005) è stato un politico italiano.

## Biografia
Nacque a Greco, allora comune autonomo, poi inglobato nel 1923 nella città di Milano.
Operaio, militante del PCI, nel maggio 1970 diventa deputato nella V legislatura subentrando al defunto Pietro Vergani. Conferma poi il seggio alla Camera dei deputati nella VI, restando in carica dal 1972 al 1976.